# Стівен Голкомб
Стівен Голкомб (англ. Steven Holcomb, 14 квітня 1980 — 6 травня 2017) — американський бобслеїст, олімпійський чемпіон.
Стів Голкомб змагався на бобслейних трасах з 1998. До того він 8 років займався гірськолижним спортом. За своїми функціями в бобслейних командах він був пілотом.
На Олімпійських іграх у Солт-Лейк-Сіті він працював тестувальником траси. В збірну США він тоді ще не потрапляв. Починаючи з сезону 2004/2005 Голкомб став одним із трьох провідних американських пілотів, незважаючи на проблеми із зором, які вимагали операційного втручання.
Найбільшого успіху Голкомб досяг на Олімпіаді у Ванкувері, де він виборов золоті медалі й звання олімпійського чемпіона в складі четвірки. Четвірка, в якій пілотував Голкомб, також стала чемпіоном світу в 2009.
Помер 6 травня 2017 року. Причиною смерті стало передозування снодійними пігулками і алкоголем.